# Али Динар
Али Динар (араб.  علي دينار‎; 1856, Аль Шавая, Дарфурский султанат — 6 Ноября 1916) — последний султан Дарфурского султаната.

## Биография
Родился в селе Аль Шавая, что на северо-западе от Эль-Фашера, в 1856 году. Происходил из династии Кейра. Воспитывался в религиозной семье. 1874 года Египет в лице Аз-Зубайры Рахмы захватил Дарфурский султанат, Али Динар с семьей был вывезен в Каир. В 1888 году вернулся в Дарфур, здесь его двоюродный брат Абул-Хайрат был наместником. В 1898 году стал наместником в Дарфуре. В 1898 году после поражения Махдистов Али Динар провозгласил себя султаном Дарфурского султаната, но при этом признал султанат вассалом Великобритании. В апреле 1915 года Али Динар объявил о полной независимости султаната. Однако в мае 1916 году его войско было разбито англичанами, а в ноябре 1916 года он был убит. Территория Дарфурского султаната в 1916 году была присоединена к Англо-Египетскому Судану.